# Municipio de Wheaton (Misuri)
El municipio de Wheaton (en inglés: Wheaton Township) es un municipio ubicado en el condado de Barry en el estado estadounidense de Misuri. En el año 2010 tenía una población de 1133 habitantes y una densidad poblacional de 29,94 personas por km².

## Geografía
El municipio de Wheaton se encuentra ubicado en las coordenadas 36°46′38″N 94°2′9″O / 36.77722, -94.03583. Según la Oficina del Censo de los Estados Unidos, el municipio tiene una superficie total de 37.84 km², de la cual 37,7 km² corresponden a tierra firme y (0,38 %) 0,15 km² es agua.

## Demografía
Según el censo de 2010, había 1133 personas residiendo en el municipio de Wheaton. La densidad de población era de 29,94 hab./km². De los 1133 habitantes, el municipio de Wheaton estaba compuesto por el 88,26 % blancos, el 0,09 % eran afroamericanos, el 0,71 % eran amerindios, el 4,06 % eran asiáticos, el 4,06 % eran de otras razas y el 2,82 % eran de una mezcla de razas. Del total de la población el 7,41 % eran hispanos o latinos de cualquier raza.